# Настасьинский сельсовет (Можайский район)
Настасьинский сельсовет — упразднённая административно-территориальная единица, существовавшая на территории Московской губернии и Московской области до 1958 года.
Настасьинский с/с был образован в первые годы советской власти. По данным 1919 года он входил в состав Клементьевской волости Рузского уезда Московской губернии.
27 февраля 1922 года Клементьевская волость была передана в Можайский уезд.
В 1926 году Настасьинский с/с включал деревни Курынь, Настасьино-1, Малое Настасьино и Красное Настасьино.
В 1929 году Настасьинский с/с был отнесён к Рузскому району Московского округа Московской области.
17 июля 1939 года к Настасьинскому с/с был присоединён Нововасюковский с/с (селения Васюково, Маклаково и Нововасюково).
15 января 1941 года Настасьинский с/с был передан в Можайский район.
7 августа 1958 года Настасьинский с/с был упразднён, а его территория (селения Васюково, Маклаково и Настасьино) передана в Клементьевский с/с.